# Cima Santa Maria
Cima Santa Maria (2678 m s.l.m.) è un monte delle Dolomiti di Brenta nelle Alpi Retiche meridionali. Si trova nella catena occidentale del Sottogruppo della Campa, in Val di Non, nel Parco naturale Adamello Brenta.

## Descrizione

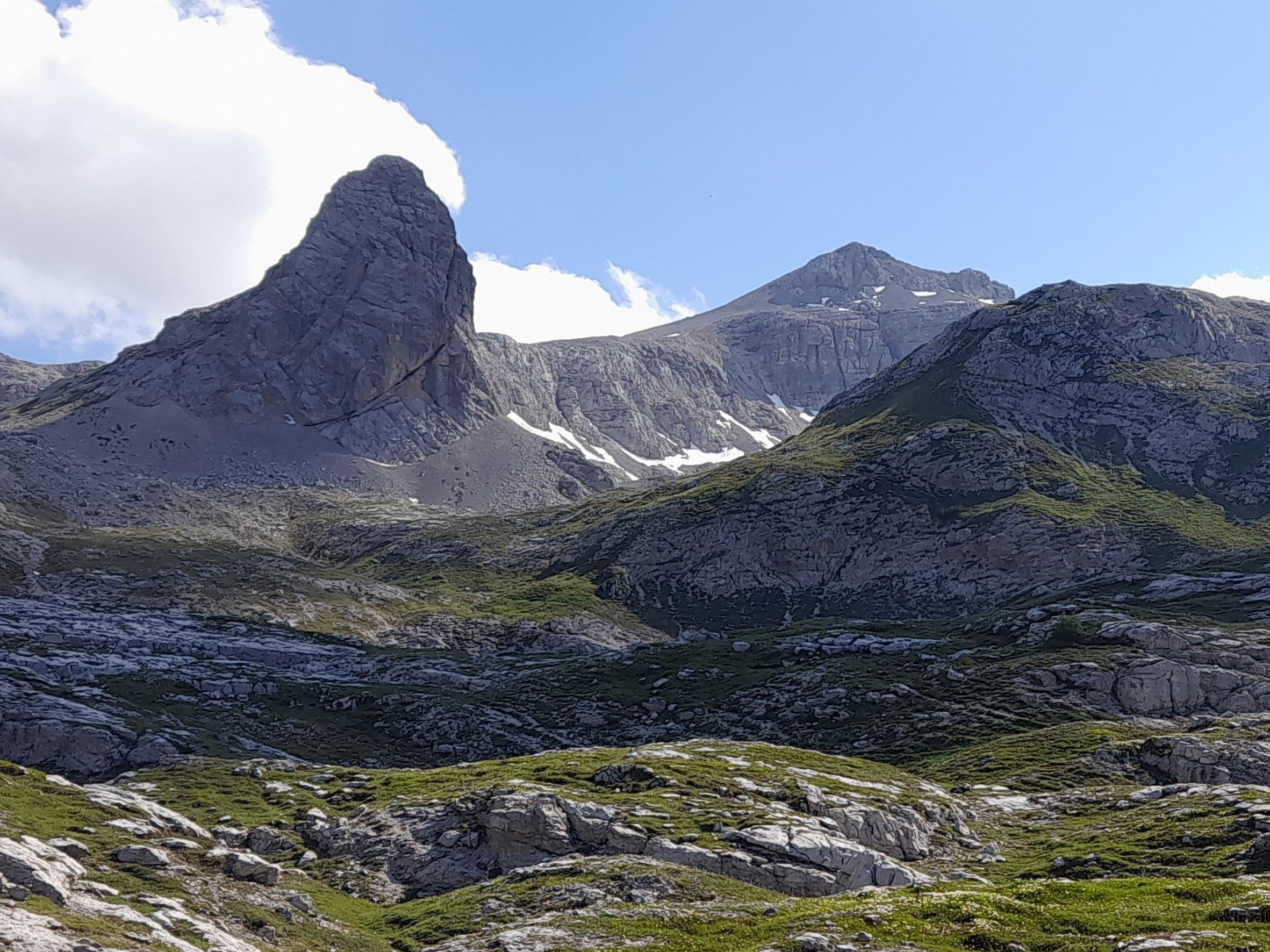
Cima Santa Maria da Nord con a sinistra il caratteristico sperone del Montoz.

La cima è formata da una piramide detritica, che si protende verso est con due grossi speroni, terminanti bruscamente con un salto roccioso. Lo sperone settentrionale, il più ardito e caratteristico nella sua forma, detto Montoz, domina l'omonima sella e l'accesso alla sottostante Val dei Cavai.  Nonostante sia sopravanzata in altitudine di pochi metri da un piccolo rilievo posto sulla vicina dorsale della Crosara della Campa, la Cima Santa Maria è considerata la vetta maggiore, la più importante e la più famosa del Sottogruppo della Campa, sia per la facilità della salita, sia per il panorama vastissimo su tutta la parte settentrionale delle Dolomiti di Brenta e sui monti trentini e alto-atesini. 

## Accessi
- Dalla Malga Campa (1978 m): si segue il sentiero per Malga Spora fino alla Sella del Montoz. Qui si lascia il sentiero salendo verso destra il ripido pendio erboso ed il successivo ghiaione che conduce alla vetta (ore: 3.00, difficoltà: facile).[2][3]
- Dalla Malga Spora (1851 m): si risale la Val dei Cavai verso Malga Campa fino alla Sella del Montoz. Qui si lascia il sentiero risalendo i pendii erbosi a sinistra e i ghiaioni che conducono alla vetta (ore: 3.00, difficoltà: facile).[2]